# Samurou
Samurou là một thị xã và là một nagar panchayat của quận Thoubal & Imphal West thuộc bang Manipur, Ấn Độ.

## Nhân khẩu
Theo điều tra dân số năm 2001 của Ấn Độ, Samurou có dân số 14.232 người. Phái nam chiếm 50% tổng số dân và phái nữ chiếm 50%. Samurou có tỷ lệ 66% biết đọc biết viết, cao hơn tỷ lệ trung bình toàn quốc là 59,5%: tỷ lệ cho phái nam là 78%, và tỷ lệ cho phái nữ là 55%. Tại Samurou, 16% dân số nhỏ hơn 6 tuổi.